# Алабама (река)

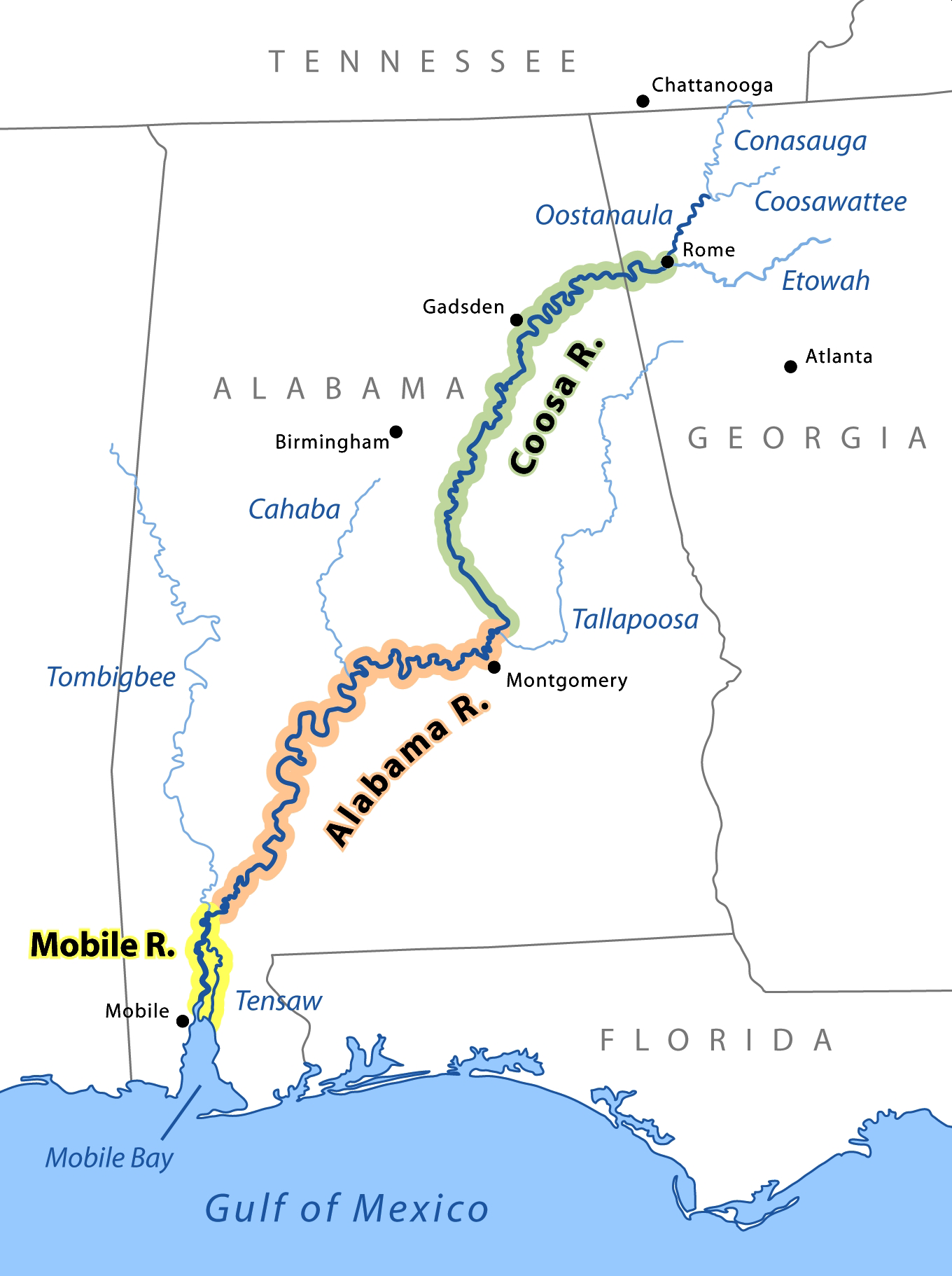
Карта бассейна Алабама

Алаба́ма (англ. Alabama) — река в США, длина 640 километров. Образуется в 6 километрах от Монтгомери слиянием рек Кусы и Таллапусы, стекающих с южных отрогов Аппалачей, в низовье после слияния с рекой Томбигби, уже именуется Мобил-Ривер и впадает в Мобилский залив (иногда именующейся бухтой Мобил), который в свою очередь является частью Мексиканского залива. Название реки происходит от названия индейского племени алабама.
Основное питание реки — дождевое. Средний расход воды 1790 м³ в секунду. Судоходна от города Монтгомери до устья.
Река играла огромную роль в росте экономики региона в течение XIX века, в настоящее время с постройкой железных дорог и автомагистралей роль реки как транспортного маршрута незначительна.
Крупнейший приток — Кахаба.